# Fritz Funke (Kaufmann)
Fritz Funke (* 14. Oktober 1888 in Essen; † 14. Oktober 1975 in Hamburg) war ein deutscher Kaufmann und Aufsichtsratsvorsitzender der Actien-Bierbrauerei in Essen an der Ruhr.

## Leben und Wirken

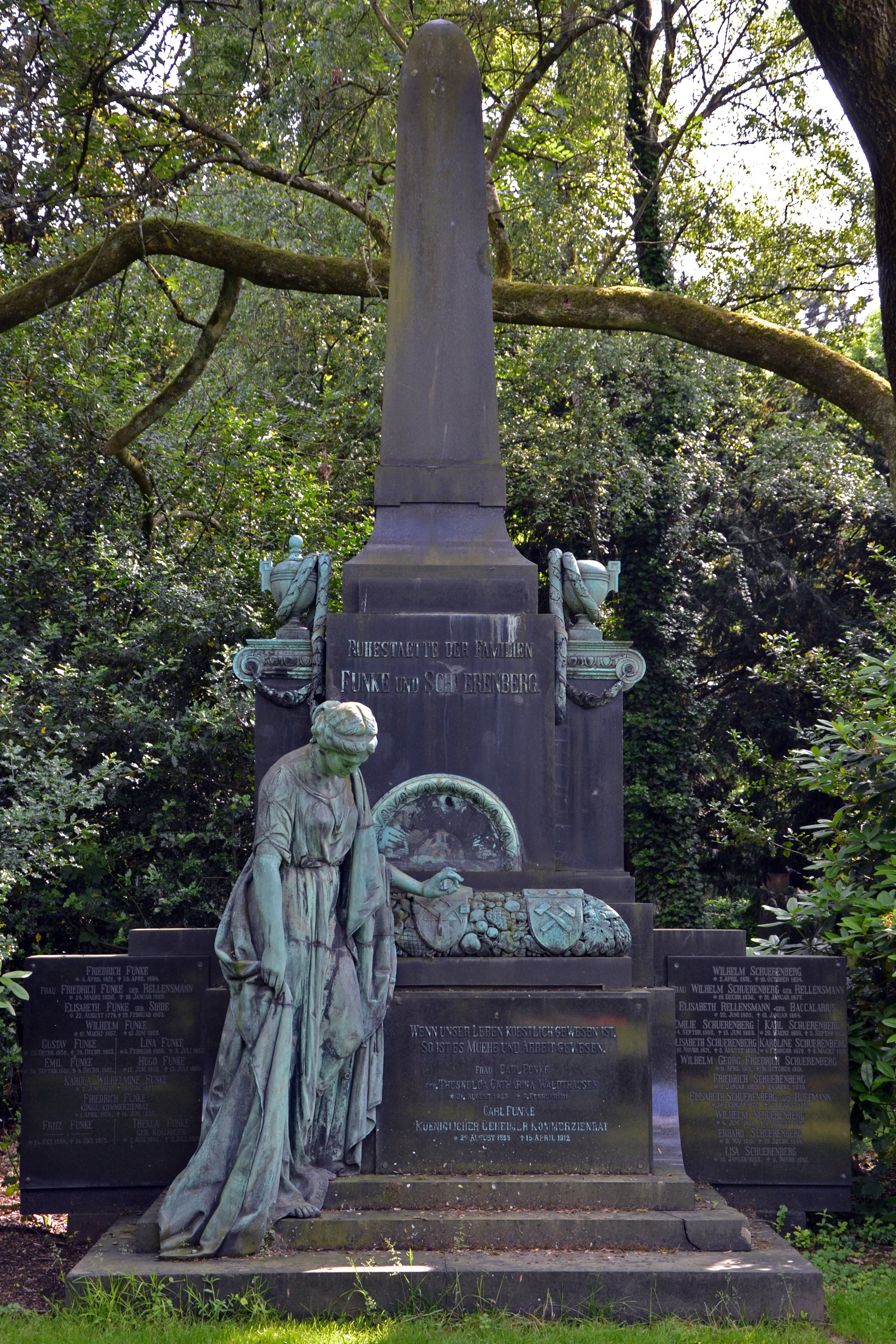
Gemeinsame Ruhestätte der Familien Funke und Schürenberg auf dem Ostfriedhof Essen

Fritz Funke wurde als Sohn des Industriellen und Geheimen Kommerzienrats Carl Funke in Essen geboren. Er besuchte das Essener Helmholtz-Gymnasium und machte im Jahr 1908 das Abitur. Es folgte ein Studium an der Rheinischen Friedrich-Wilhelms-Universität in Bonn.
Nach dem Tod seines Vaters im Jahr 1912 trat Fritz Funke im Alter von 24 Jahren das umfangreiche Erbe an. Nach 1930 konzentrierte er das Familienvermögen ganz auf die Brauindustrie. Er wurde Hauptaktionär der von seinem Großvater Fritz Funke gegründeten Actien-Bierbrauerei in Essen, die 1939 Aktien-Brauerei Carl Funke AG und ab 1963 Stern-Brauerei hieß.
Zwischen 1919 und 1932 sowie ab 1936 war Fritz Funke Aufsichtsratsvorsitzender des damals bedeutenden Brauereiunternehmens, das er durch Eingliederung anderer Brauereien und Getränkeunternehmen weiter ausbaute. 
Fritz Funke wurde auf dem Ostfriedhof Essen beigesetzt.